# Syntomidopsis
Genre
Syntomidopsis est un genre de lépidoptères (papillons) de la famille des Erebidae et de la sous-famille des Arctiinae.

## Liste des espèces
Selon FUNET Tree of Life (30 octobre 2020) :
- Syntomidopsis gundlachiana (Neumoegen, 1890)
- Syntomidopsis variegata (Walker, 1854)